# 喪服のランデヴー
『喪服のランデヴー』（もふくのランデヴー、Rendezvous in Black）は、コーネル・ウールリッチ（ウィリアム・アイリッシュ）作のミステリ・サスペンス小説である。アメリカ合衆国および日本でテレビドラマ化された。

## 小説
原書は1948年刊。
- 1957年 早川書房 世界探偵小説全集
- 1976年 早川書房 ハヤカワ・ミステリ文庫 ISBN 4150706018

## あらすじ
別れ
ジョニー・マーと恋人のドロシーは毎晩8時にドラッグストアの前で待ち合わせをし、深夜に別れるデートを数年繰り返していた。ついに結婚の約束をしたある年の5月31日。ジョニーは待ち合わせの時間に数分遅れてしまう。上空を通過する飛行機の乗客が飲み終わった酒瓶を下に放り投げ、その瓶に当たってドロシーは死亡した。
最初のランデヴー
グレアム・ギャリソンは上院議員であった。
愛する夫人はドアにささっていた釘が元で破傷風になって死ぬ。その後、「どんな気持ちかわかったろう」と書かれた手紙を受け取る。
第二のランデヴー
ストリックランド・ヒューが愛人のエスター・ホリデー宅を訪問すると、エスターが殺されていた。ないがしろにしていた妻・フローレンスの裏切りにあい、エスター殺しの犯人としてストリックランドは死刑になる。現場にギャリソン同様の手紙があったがフローレンスが処分している。
第三のランデヴー
バッキィ・ペイジと妻のシャロンと間には何の問題もなかった。バッキィは兵役に就き出征する。
シャロンからの愛を綴った手紙と同時にシャロンの浮気を告げる匿名の手紙を受け取ったバッキィは、心配の末、脱走してシャロンの元へ戻るがシャロンは殺されていた。バッキィもまた銃弾に倒れ、バッキィとシャロンは心中として処理された。
第四のランデヴー
刑事のマックレイン・カメロンは一連の事件の共通点に気付き、次はリチャード・ドリューの娘・マダリンを警戒する。
しかし、マダリンはジョニーによって殺害され、同じ手紙が残される。
第五のランデヴー
アレン・ウォードの恋人マーティンは5月31日を恐れて、船で横浜へ脱出を試みる。5月31日が開けたと喜ぶ翌日に殺されてしまう。日付変更線を通過したため5月31日のままであった。
再会
カメロン刑事は、囮として警察見習い生にドロシーの扮装をさせ、ドラッグストアの前で待ち伏せる。

## テレビドラマ (アメリカ合衆国)
『プレイハウス90』の1編として1956年10月18日に『Rendezvous in Black』のタイトルでCBSにて放映された。
スタッフ
- 監督 - ジョン・フランケンハイマー
- 脚本 - ジェームズ・P・カヴァナグ

キャスト
- ジョニー・マー - フランチョット・トーン
- フローレンス・ストリックランド - ラレイン・デイ
- ウォード・アレン - ボリス・カーロフ
- ジョニー・マーク - トム・ドレイク
- マーティン - ヴィヴェカ・リンドフォース
- ミドルトン夫人 - エリザベス・パターソン
- 『プレイハウス90』の番組ホスト - フランク・ラヴジョイ

参考
- en:Rendezvous in Black (Playhouse 90)

## テレビドラマ
2000年8月15日より9月12日まで毎週火曜日23:00 - 23:45に、NHK総合テレビジョンの「ドラマDモード」で放送された。主演は藤木直人。
2002年1月8日から2月5日に同枠で再放送された。
最終話「告別」は、本放送時には洪水情報で25分遅れでの放送、再放送時には時間短縮による重要部分のカットがされてしまった。
野沢尚は『青い鳥』（1997年、TBS系）の企画を出す際に、『喪服のランデヴー』をA案として出し、『青い鳥』はB案であったが、この時点でシナリオの骨格はできあがっていた。
小説は1940年代であるので、これを現代日本に翻案すると共に、団塊の世代と団塊の世代ジュニアとの世代間抗争をテーマとして盛り込んでいる。飯田聖美殺害犯となる4人には全共闘運動に関わり、現在は社会的な地位を獲得して保身ばかり考えているという設定になっているが、中間世代の野沢としては現在の日本が病んでいるのは団塊の世代、全共闘世代が自分たちがいきてきた時代を総括せずに来たからではないかとの考えがあってのことである。
本作は主人公が殺人者であり、直接復讐するわけではなく、何の罪もない関係者を手に下すという視聴者の感情移入を難しくする存在となっている。そこで主人公を追跡する若い刑事視点で描くことで視聴者の気持ちを引き付けるようにしている。

### キャスト
主要人物
- 路木悟史〈24 → 28〉 - 藤木直人
雑貨店で働く青年。
- 飯田聖美〈25〉（悟史の恋人） - 麻生久美子
薬学部の大学院生。

警察・宝良署
- 大柴総太〈24 → 28〉（宝良署刑事） - 吉岡秀隆
父親は風俗担当の刑事だったが収賄を行って、辞職と一方的な離婚をした。そのため不正などには敏感。
第1話の時点では配属されたばかりの新人刑事。飯田聖美遺体発見現場にも召集され、その時に路木とも会っている。飯田聖美の遺体発見から3週間で、植村署長からの指示で、捜査本部は挽地と大柴の2人に縮小された。
- 挽地圭一郎〈60〉（定年間近の刑事） - 坂本長利
第2話と第3話の間で定年退職。植村から紹介されて警備会社の主任に再就職する。また、尾花の遺書を植村に渡している。第4話までには孫を事故で亡くし（路木は無関係）、警備会社も退職している。第5話で、大柴は全てが終わったら公務執行妨害と証拠隠滅の罪で逮捕する旨を伝えている。

植村家
- 植村昇平〈46〉（警察署長） - 寺田農
第3話から第4話の間に退職して肝硬変で入院する。入院したまま第5話の5月31日午後8時過ぎに死亡。
- 植村祥子 - 根岸季衣
植村の妻。かつての上司の娘で出世のために見合い結婚している。息子もいるが、第3話中に一方的に植村から離婚を切り出される。

辰岡家
- 辰岡季里子〈46〉（弁護士） - 吉田日出子
夫は弁護士で既婚者であり、辰岡が略奪婚したが、10年もたずに離婚している。
- 辰岡由海〈25〉（季里子の娘） - 麻生久美子（二役）

長谷部家
- 長谷部紀久〈46〉（建設会社社長） - 塩見三省
- 長谷部佳恵 - 水木薫

尾花家
- 尾花初男〈46〉（県会議員） - 岸部一徳
- 尾花苑子 - 山口美也子
苑子の家系は代々政治家で、尾花はその地盤を受け継いだから当選できた。また住居や選挙資金も苑子が用立てている。
原作と同じく愛人を殺したのが尾花ではなかったため、尾花を裏切る決意をする。原作と違い、その背景には路木の暗躍もあった。

その他
- 青木千夏 - 山本未來
- 佐々木和彦 - 石丸謙二郎
- 松木敏夫 - 松重豊
- 大柴美佐子 - 銀粉蝶
大柴総太の母親
- 小杉弘 - 田中哲司
- 宮本比呂子 - 小林麻子
辰岡由海の同僚。
- 倉石映一 - 長塚圭史
- 蓑田新吉 - 沼田爆
第1話以前に路木悟史が務めていた雑貨店の店主。
- 松原日奈子 - 宮崎優子
宝良市内在住の盲学校教師。盲目。路木はタカハシと名乗ってその盲学校にボランティアとして働いている。松原（および生徒）にGPS付PHSを持たせるのもタカハシの発案。
- 松原ひとみ - 宮崎優子（二役）
日奈子の母親。4人の学生運動仲間だったが、運動中に機動隊に殴られたことが原因で第1話の27年前の5月31日に日奈子を産んで死亡。4人は毎年5月31日に集まっている。
- 福山喜一 - 森富士夫
- 福山陽子 - 松本じゅん
- 立花隆行 - 津嘉山正種

### スタッフ
- 脚本 - 野沢尚[1]
- 音楽 - 東儀秀樹[1]
- 演出 - 渡邊孝好[1]
- 共同制作 - ケイファクトリー[1]、NHKエンタープライズ21[1]

### ロケ地協力
- セントマーガレット病院[3]

### 放送日程
| 各話   | 放送日        | サブタイトル | あらすじ |
| ------ | ------------- | ------------ | --- |
| 第1話  | 2000年8月15日 | 凶手         | 路木悟史と飯田聖美は毎晩8時に宝良駅前のガス灯の下で待ち合わせをする日々をすごしていた。2人が結婚を目前にした5月31日、飲酒運転の車に聖美が轢かれてしまう。車に乗っていたのはゼネコン社長の長谷部、県会議員の尾花、宝良署長の植村、弁護士の辰岡季里子ら4人。4人は自分たちの社会的地位が失われる事を恐れて、まだ死んでなかった聖美を山中に埋めてしまう。人々の記憶から事件が忘れ去られた1年後の5月31日午後11時30分、ゼネコン社長の長谷部の妻が風呂場で溺死しているのが発見される。 |
| 第2話  | 2000年8月22日 | 愛死         | 長谷部の妻の死から1年。県議会議員の尾花は選挙に再選するが、秘書であり愛人の青木千夏から関係の解消を切り出される。千夏に若い恋人ができたためであった。5月31日に尾花が千夏のマンションに行くと、千夏が何者かによって殺されていた。第一発見者である自分に容疑がかかるのを恐れた尾花は妻・苑子に助けを求める。苑子は尾花のアリバイを偽証するが、尾花は千夏の若い恋人に脅され、最終的には苑子にも裏切られて逮捕。証拠不十分で釈放されるものの、尾花は焼身自殺してしまう。宝良署の若い刑事・大柴総太は一連の事件に疑問を持ち始める。 |
| 第3話  | 2000年8月29日 | 闘争         | 大柴は聖美の死亡事件を再び調べ、かつて事件を捜査した定年退職した先輩刑事・挽地圭一郎に聖美を殺したのが4人だという仮説を話した。犯人達から、それぞれの愛する者の命を奪っている挽地の推理から、大柴は、聖美の恋人だった路木悟史が復讐を行っていることに思い至る。そして路木の次の標的が宝良署署長である植村ではないかと。植村は「聖美殺し」を認めないが、大柴は巧みな尋問で植村には家族とは別に隠し子として盲目の娘・松原日奈子がいることを知る。大柴は松原を守ろうとするが、今度は逆に植村に出し抜かれてしまう。松原と共に山荘に逃れた植村だったが、松原の持つPHSから居場所が知れてしまった。5月31日、松原は刺殺された。 |
| 第4話  | 2000年9月05日 | 接近         | 弁護士・辰岡季里子の一人娘・由海は倉石映一からプロポーズを受け、結婚に向けて幸せな毎日をすごしていた。路木は「大城博司」と名乗り、倉石に近づくことで由海と知り合い、倉石を押しのけ由海に迫り、由海も大城に惹かれ始めていく。季里子は長谷部、尾花、植村ら仲間3人の「愛する者」が殺された経緯から、由海に新たに近づく男がいないか探ってた。大柴は由海の身辺を探り、遂に大城＝路木と接触することに成功するが、逆に襲われて取り逃がす。警察は大柴が襲撃されたという名目で捜査本部を立ち上げ、路木を重要参考人として指名手配する。 |
| 最終話 | 2000年9月12日 | 告別         | 季里子は長谷部と会い、小さな紙袋を受け取った。由海は大柴たちから大城と名乗る男の本当の姿を知らされる。大城＝路木が復讐鬼と化した男と知りながらも、由海は路木に会いたいという気持ちを抑えきれずにいた。倉石から大城＝路木の携帯電話番号を聞きだした由海は大城＝路木と再会し、一夜を過ごす。その朝、大城＝路木が寝言で聖美の名を呼んだのを聞きいた由海は、路木の心が死んだ恋人の聖美にあるのを悟り、大柴ら警察の「路木を生かして逮捕する」ための計画に手を貸すことを決める。5月31日、雨の降る中、宝良駅前で由海は聖美に扮して路木を待ち、警察は周囲に待機していた。路木は聖美が待っていたものと思って近づくが由海だと気づく。待機していた警察が飛び出すが、そのとき銃声が響く。倒れた路木に季里子は更に銃弾を撃ち込んだ。路木が絶命したのとほぼ同じ頃、病院では植村の心音が停止した。長谷部は公衆電話から警察に電話をかけ、全てを打ち明けた。数年が経ち、辰岡季里子には死刑判決が下されていた。5月31日、夜8時にガス灯の下で待つ由海を大柴は見ていた。由海をママと呼ぶ男の子が現れる。今日がパパの命日であり、パパとママが1年に一度、デートする日と由海は男の子に告げる。立ち去る親子の背を見送り大柴もその場を去った。 |